# Abhoth
Abhoth, även kallad "Smutsens källa" (The Source of Uncleanness), är en fiktiv gudalik varelse skapad av författaren Clark Ashton Smith.
Abhoth är i Cthulhu-mytologin en yttre gud (Outer God) som vistas i N'kai, den Cthoniska underjordiska världen. Varelsen består av en mörkgrå skräckinjagande massa och sägs vara missfostrens och styggelsens slutliga källa.
Ur Abhoths gråa massa formas obscena monster som försöker krypa iväg från sin förälder vilkas tentakler och extremiteter fångar in och slukar de flesta av dem. Abhoths intellekt är snedvriden och cynisk; den använder telepati för att kommunicera med andra runt om.
Abhoth har inga mänskliga dyrkare, men den icke-mänskliga sekten "De smutsiga" (The Unclean Ones) ledd av Yeb är hängiven guden.